# Леополд Сонди
Леополд Сонди (мађ. Szondi Léopold; Нитра, 11. март 1893 — Киснахт, 24. јануар 1986) је био мађарски психијатар и оснивач шикзал-анализе (Schicksalsanalyse).

## Живот
Године 1911. положио је матуру и своје презиме Зоненшајн променио у Сонди. Потом је до 1918. године, са прекидом због Првог светског рата, студирао медицину на Универзитету Петер Пазмањи у Будимпешти. Године 1919. постао је научни сарадник на Поликлиници Граф Апоњи у Будимпешти. Године 1926. оженио се Илоном Радвањи, са којом је добио двоје деце (Веру и Петера). Од 1927. до 1941. Сонди је био професор у Будимпешти. У јуну 1944. породица бива депортована у нацистички концентрациони логор Берген-Белзен, одакле је у децембру исте године ослобођена. 
Породица је емигрирала у Швајцарску, где је Сонди 1945. у Прангинсу, а од 1946. у Цириху, био запослен као научни радник.
Сонди је своје последње почивалиште пронашао на гробљу Флунтерн у Цириху. У гробу су сахрањени и његова супруга Илона „Лили“ Ливија, рођена Радвањи (1902-1986), њихов син Петар (1929-1971) и ћерка Вера (1928-1978), која је била лекар.

## Научни рад
Његова шикзал-анализа (Schicksalsanalyse) сматра се трећом школом дубинске психологије поред Фројдове психоанализе и Јунгове аналитичке психологије. Он је развио нову теорију нагона и нов поступак за дијагностиковање нагона, тзв. Сондијев тест. Његов научни рад је из угла модерне генетике задобио нов значај. За свој научни рад примио је почасни докторат Католичког универзитета Лојфен (1970) и Универзитета Париз VII (1979).

## Најважнија дела
- Анализа бракова (прва публикација о шикзал-анализи, 1937)
- Шикзал-анализа (1944)
- Нагонска патологија (1952)
- Ја-анализа (1956)
- Уџбеник експериманталне дијагностике нагона (1960)
- Терапија шикзал-анализе (1963)
- Каин, обликовање беса (1968)
- Мојсије, одговор на Каина (1973)